# Chris Cooper (giocatore di football americano)
Christopher Lyle Cooper, detto Chris (Lincoln, 27 dicembre 1977), è un ex giocatore di football americano statunitense.

## Carriera professionistica

### Stagione 2001
Selezionato come 184ª scelta dagli Oakland Raiders. Ha giocato 11 partite di cui una da titolare mattendo a segno 22 tackle di cui 14 da solo, 2 sack e un intercetto.

### Stagione 2002
Ha giocato 16 partite di cui una da titolare facendo 19 tackle di cui 14 da solo, un sack, una deviazione difensiva e un fumble forzato.

### Stagione 2003
Ha giocato 16 di cui 9 da titolare facendo 49 tackle (record personale) di cui 40 da solo, 2,5 sack (un altro primato personale), 2 deviazioni difensive e un fumble forzato.

### Stagione 2004
È passato ai Dallas Cowboys dove ha giocato 2 partite di cui nessuna da titolare e poi firma con i San Francisco 49ers dove gioca 8 partite di cui 2 da titolare facendo 15 tackle di cui 11 da solo e un sack.

### Stagione 2005
Non ha giocato nessuna partita.

### Stagione 2006
È passato prima ai Seattle Seahawks per poi firmare con gli Arizona Cardinals dove ha giocato 13 partite di cui nessuna da titolare facendo 21 tackle di cui 14 da solo, 2 sack e 3 deviazioni difensive"record personale".

### Stagione 2007
Ha giocato 12 partite ma nessuna da titolare facendo 6 tackle tutti da solo.

### Stagione 2008
È ripassato ai Seattle Seahawks ma è rimasto per l'intera stagione sulla lista infortunati.

### Stagione 2010
Il 6 aprile ha firmato con gli Oakland Raiders. Il 4 settembre è stato svincolato.